# 第一次ブルガリア帝国

第一次ブルガリア帝国
- Блъгарьско цѣсарьствиѥ

シメオン1世の治世における最大版図

第一次ブルガリア帝国（だいいちじブルガリアていこく、教会スラヴ語：блъгарьско цѣсарьствиѥ, ローマ字表記：blagarysko tsesarystviye、ブルガリア語：Първа българска държава, ローマ字表記：Pǎ́rva bǎ́lgarska dǎržáva、英語：First Bulgarian Empire）とは、7世紀から11世紀の間の東南ヨーロッパに存在したブルガール人とスラヴ人の国家、そして後にブルガリア人国家となった帝国である。アスパルフに率いられたブルガール人の一派がバルカン半島北東部へ南進した後の680年から681年に建国された。コンスタンティノス4世率いる東ローマ帝国（ビザンツ帝国）の軍隊にオングロスの戦いで勝利したことで、彼らはドナウ川の南に植民する権利について東ローマ側の承認を得た。9世紀から10世紀の間、最盛期のブルガリアはドナウ大曲から黒海、そしてドニエプル川からアドリア海へと拡大し、東ローマ帝国と競合する当地域の重要な勢力となった。第一次ブルガリア帝国は中世の大部分を通じて、南スラヴ・ヨーロッパの主要な文化的かつ精神的な中心地となった。
帝国がバルカン半島にてその地位を固めると、東ローマ帝国と時には友好的に、時には敵対的になった、何世紀にも及ぶ長い交流の時代に入った。ブルガリアは東ローマ帝国にとって北方の最重要敵対国として現れ、ブルガリア・東ローマ戦争につながった。両大国は平和と同盟の時代も享受し、なかでも注目すべきはブルガリア軍が包囲網を破ってウマイヤ朝の軍隊を打ち破ったコンスタンティノープル包囲戦であり、結果として東南ヨーロッパへのアラブ人侵攻を阻止した。東ローマの帝都コンスタンティノープルはブルガリア側に強い文化的影響を与え、864年には最終的なブルガリアのキリスト教化をももたらした。アヴァール崩壊後のブルガリアは、北西のパンノニア平原へとその領土を広げた。その後はペチェネグやクマン人の進攻と対決し、マジャルに決定的勝利を収めて彼らをパンノニアに永久的に定住させた。
帝国において権力の座にあったブルガール人とその他のスラヴ民族（トラキア人）は次第に混血し、広まっている古代教会スラヴ語（古代ブルガリア語）を導入したことで、7世紀から10世紀にかけ徐々にブルガリア人国家を形成した。10世紀以降にはブルガリア人（Bulgarian）という住民の呼称が流行し、文献と庶民の言葉遣いの両面における地元民にとって不変の名称となった。古代教会スラヴ語の識字率向上は、近隣文化への南スラヴ人の同化を防ぐ効果を有した一方、確かなブルガリア人のアイデンティティ形成を促した。
キリスト教導入後、ブルガリアはスラヴ・ヨーロッパの文化的中枢となった。その一流の文化的地位はグラゴル文字の導入に伴ってさらに強化され、都のプレスラフにおけるその直後の初期キリル文字の発明と、古ブルガリア語にて制作された文学は間もなく北方へ広がり始めた。古ブルガリア語は東ヨーロッパの大部分のリングワ・フランカとなり、古代教会スラヴ語として知られるようになった。927年には、完全に独立したブルガリア総主教座が公式に認められた。
9世紀末から10世紀初頭の間、シメオン1世は東ローマに対する一連の勝利を達成した。その後彼は皇帝の称号を認められ、最大限にまで自国の拡大を進めた。917年のアケロオスの戦いにて東ローマ軍を殲滅した後、ブルガリア軍は923年と924年にコンスタンティノープルを包囲した。東ローマ側は最終的に回復し、1014年に「ブルガリア人殺し」バシレイオス2世の下、クレディオンの戦いでブルガリア人に完敗を負わせた。1018年までには最後のブルガリア人の拠点が東ローマ帝国に降伏し、第一次ブルガリア帝国は滅亡した。

## 歴史
ブルガリア帝国の歴史は、講和と戦乱を長きにわたり繰り返したブルガリア・東ローマ戦争とほとんどの時期にて重なり、その初期はブルガリア独自の神々を信仰していたことによる宗教的対立という側面があった。ブルガリア人の起源、トルコ系ブルガール人は7世紀にドナウ川以南とバルカン山脈の間のドナウ盆地に定住し、スラヴ人と混血してプリスカを都に第一次ブルガリア帝国を築いた。

### 建国と安定化

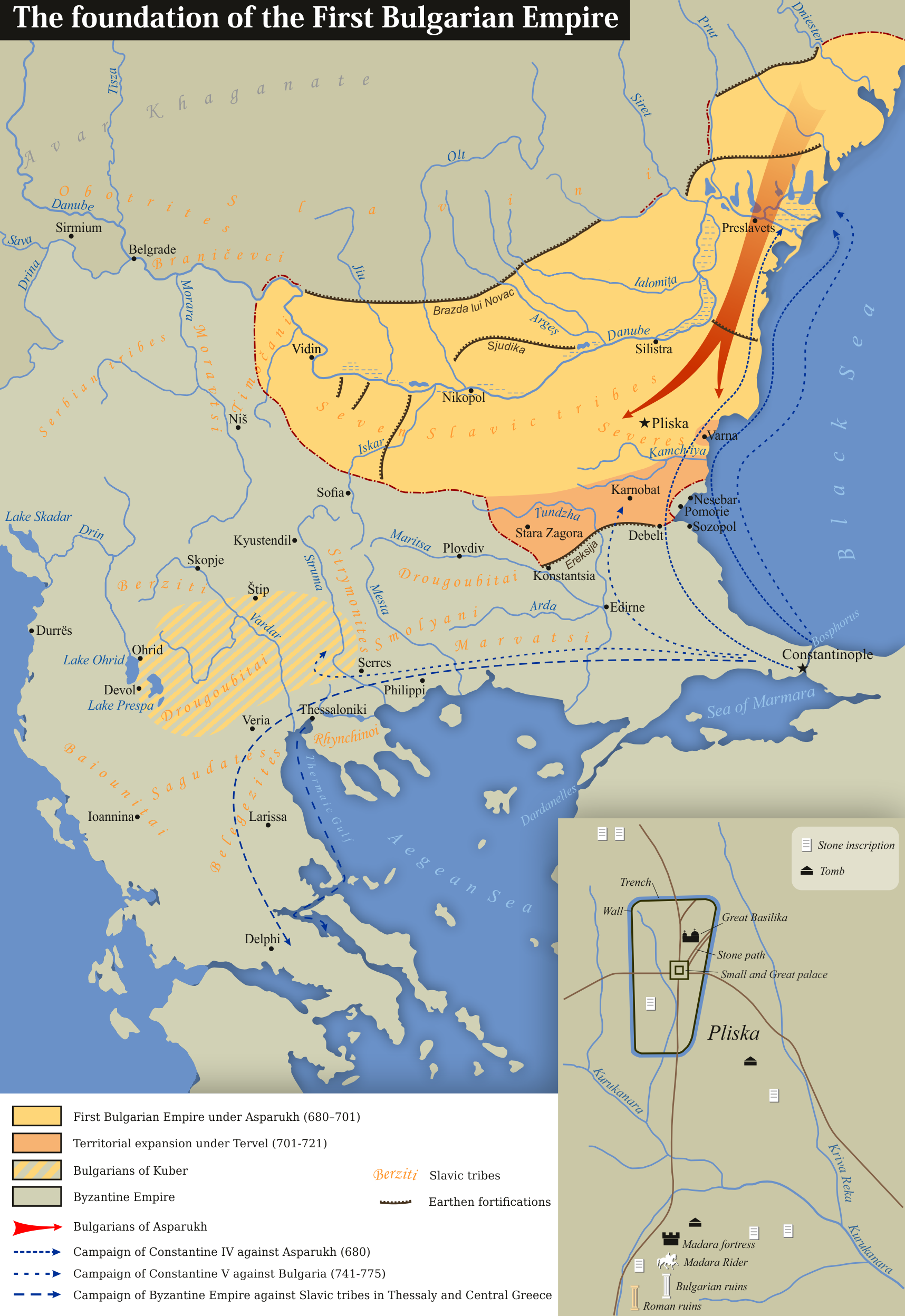
アスパルフによる建国当初のブルガリア帝国領（黄色）とテルヴェルによる領土拡大（橙色）

5世紀末から6世紀初頭にかけてバルカン半島に到来したスラヴ人諸族は6世紀後半にブルガリア地域に定住し始め、ブルガリア原住民として知られるトラキア人と徐々に混血していった。7世紀末ごろになるとスラヴ人諸族は、東ローマ帝国による同化政策とアヴァールの侵入という危機の板挟みに遭うようになり、これを受けてバルカン半島の7つの諸族（Seven Slavic tribes）とセヴェリ族は軍事連合を発足させた。建国者アスパルフらブルガール人も同時期に小スキタイに侵入しており、東ローマ皇帝コンスタンティノス4世は、ブルガールとスラヴが同盟を組む可能性を恐れ、680年に陸軍をスラヴ人に差し向け、皇帝自らが率いるドナウ川の水軍はブルガール人の地に進軍した。ブルガール人らはオングロスの要塞に数日間籠城したところ、東ローマ軍は皇帝が足の痛みを訴えたことで退陣したため、これを追撃したブルガール人は大勝利を収めた（オングロスの戦い）。第一次ブルガリア帝国の建国は、ブルガール人がこれを機にドナウ川を越えてヴァルナまで到達し、バルカンの北東部を占拠したこと、そしてその近辺に居住していたスラヴ人らが彼らと軍事協定を結んだことが起源である。アスパルフを頂点とするブルガール人が支配者層に立った一方、スラヴ人諸族も体制内で独自性を維持していた国家連合であった。少数派で文化も遅れがちだったブルガール人は後にスラヴ人と同化し、8世紀以降には同一の文化を持つブルガリア人となったが、主要な言語はスラヴ語であった。翌681年の夏、東ローマはブルガリアと講和条約を結び、アスパルフに毎年貢納することが取り決められたことで、ブルガール人国家は法的にも認められた。685年には、アヴァール支配を逃れたティモク川のスラヴ人もブルガリアに合流した。
アスパルフの死後はその息子テルヴェル（在位：700〜721年）が君主となり、彼は705年に東ローマ皇位を追われていたユスティニアノス2世の復権を後押ししたことで、「カエサル」の称号と北トラキアのザゴリアを与えられた。しかし708年、ユスティニアノスはブルガリアとの友好関係を捨ててアンキアロスの戦いに挑み、敗北した。テルヴェルはその後、711年と716年の2度に及びトラキアを通過してコンスタンティノープルにまで進軍させ、テオドシオス3世と東ローマ・ブルガリア条約を結び国境を画定させた。これによってトラキア北部がブルガリア側に割譲されたほか、経済的な取極もその条項に含まれた。続く717年のコンスタンティノープル包囲戦では、ブルガリアは東ローマから莫大な報酬を得ることで同盟を組み、テルヴェル指揮の下にウマイヤ朝の攻勢を撃退した。

### 内情不安と生存競争
セヴァル（在位：738〜753年）の死とともにドゥロ家は滅亡し、ブルガリアは国が破滅の淵にある長い政治的危機に陥った。15年の間に7人の君主が治めたが、その全員が殺害された。この時代の残存史料は東ローマのもののみであり、ブルガリアにおけるその後の政情不安を東ローマ側の視点のみから示す。それらの史料は、755年まで支配的であった東ローマとの平和的関係を求める派閥と好戦的な派閥が権力闘争をしていると記す。史料は東ローマとの関係をこの内部抗争の主要な問題として示し、ブルガリアの支配者層にとってより重要であった可能性のある他の理由には触れていない。政治的に支配するブルガール人とより多数派のスラヴ人の関係がこの争いの主要課題であったとされるが、対立派閥の目的についての証拠はない。
一方、東ローマ皇帝コンスタンティノス5世は755年から反ブルガリア政策を打ち出したことで国境地帯での要塞建設と貢納停止が命じられ、20年近くの間に9度ものブルガリア遠征が実施された。コンスタンティノスはこの際、要塞付きの国境地帯にシリア人やアルメニア人のキリスト教徒を移住させたが、その要塞の貢納金要求をブルガリアが拒否した756年にはマルケラエの戦い (756年)が勃発し、ブルガリア側は敗北したもののコンスタンティノープル付近まで攻め込んだ。東ローマ軍はバルカン山脈以北には進めず、その戦果も限定的なものであった一方、防戦に甘んじていたブルガリア側はこの戦役が落ち着くとテレリグ（在位：768〜777年）の下で反撃に転じた。テレリグは774年にスラヴ人のベルジティという部族に12,000人を派兵し、この部族を彼らと合同させて東ローマに抗戦させようと試みた。これは東ローマ側の注意をバルカン西部に向かわせるとともに、全スラヴ人をブルガリア帝国に内包しようとする建国以来の政策でもあったが、テレリグは国内の反対勢力に謀られたためコンスタンティノープルに亡命し、現地でキリスト教徒となって東ローマ皇族と結婚した。彼の後継となったカルダム（在位：777〜803年）の治世には内紛も収まり、789年にはストルマ川流域の東ローマ軍を追放し、792年のマルケラエの戦い (792年)でも東ローマ軍を圧倒した。

### 領土拡大
クルム（在位：803〜814年）はカルダムの政策を継承しつつ、フランク王国に敗れ弱体化したアヴァール領の一部を獲得することで、北西はティサ川、北はカルパチア山脈、北東はドニエストル川まで拡大することに成功した。ブルガリア軍は808年にストルマ川流域を再度攻撃し、その翌年のセルディカ包囲戦にも勝利した。

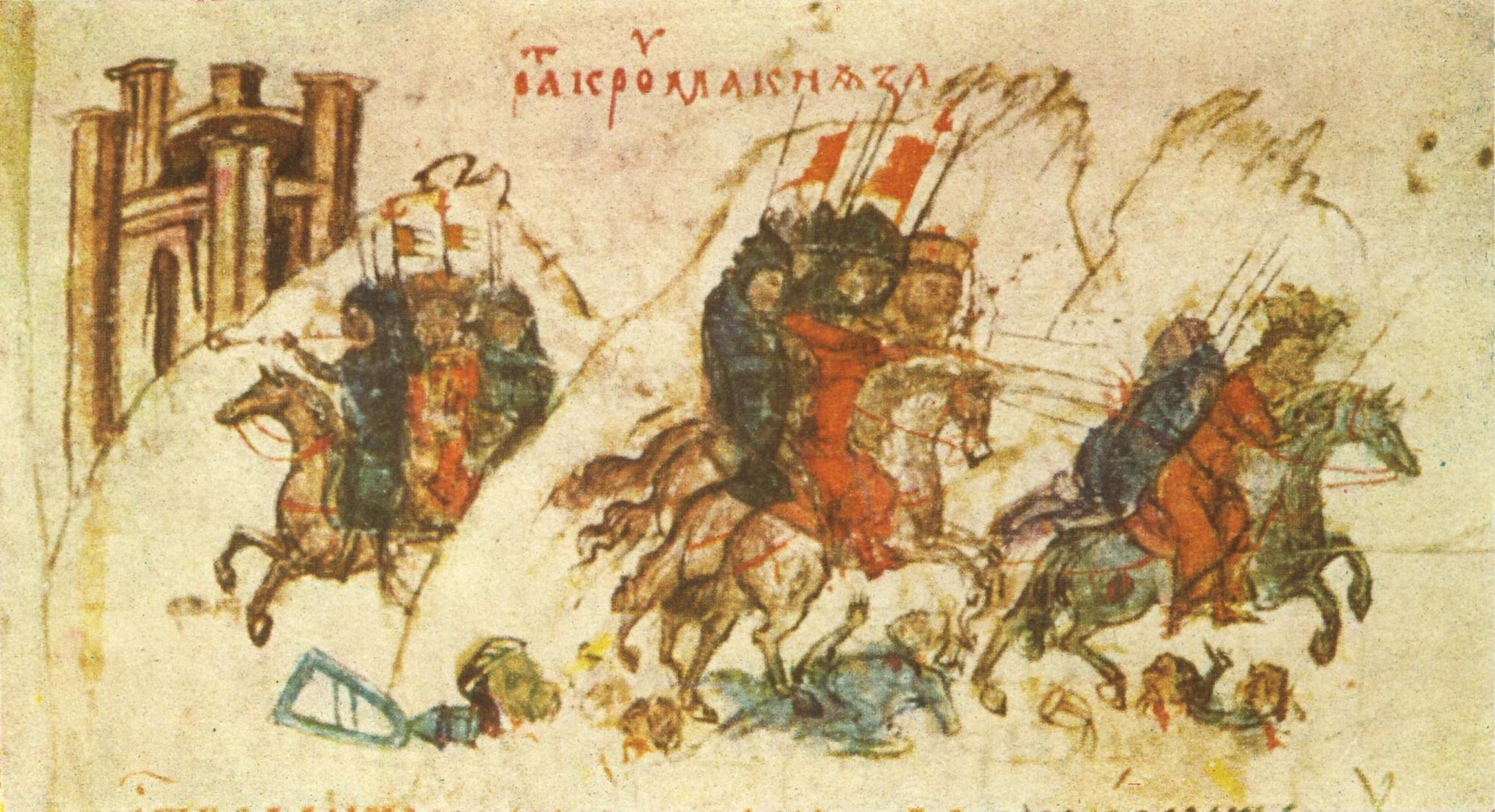
プリスカの戦いにて、クルムは東ローマ皇帝ニケフォロス1世を破った。

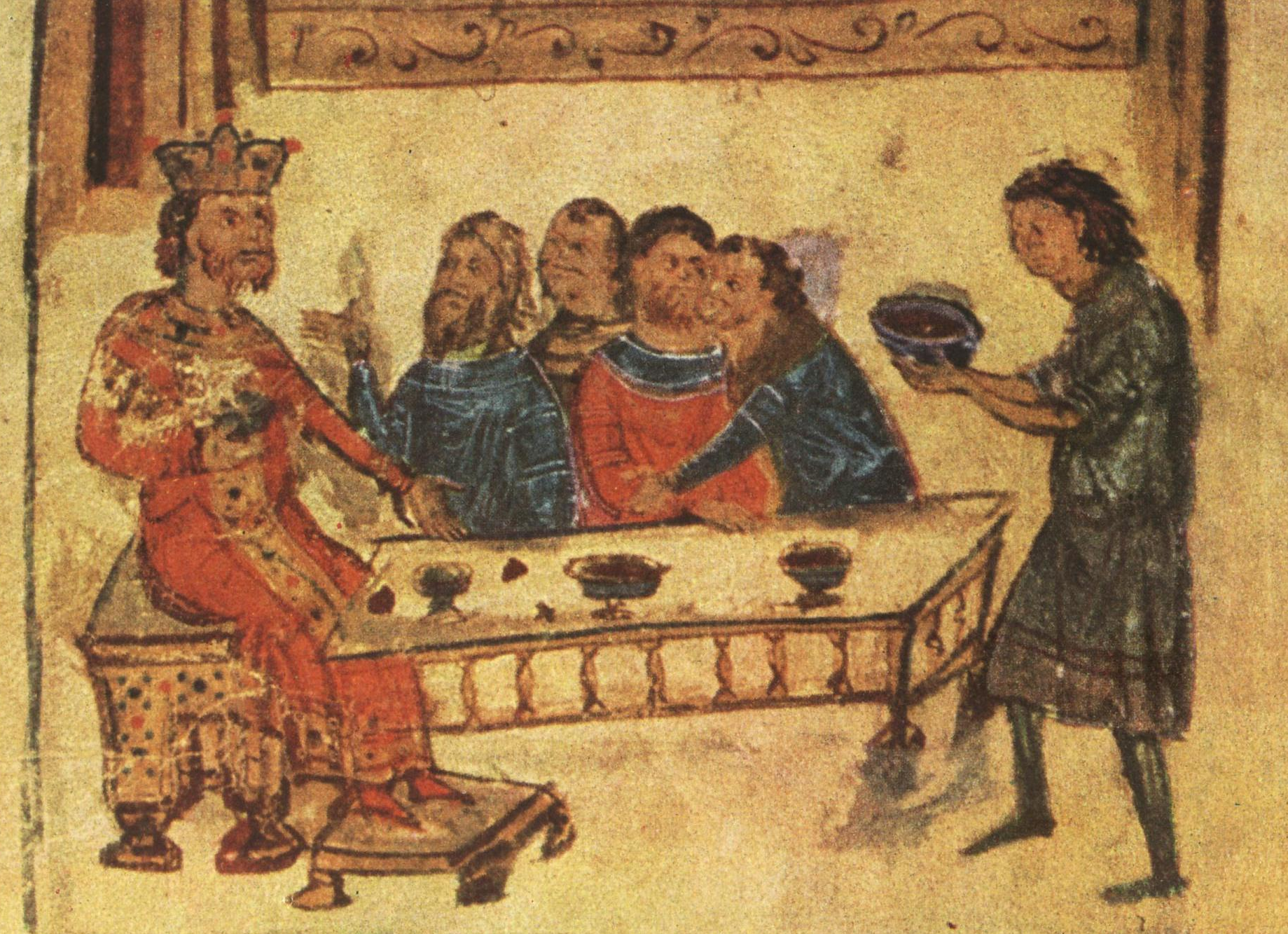
プリスカの戦い後、クルムはニケフォロスの頭蓋骨で作られた盃を堪能した。

809年にクルムがセルディカを占拠すると、東ローマのニケフォロス1世はその2年後にブルガリアへ進軍し、講和を求めるクルムの使者を無視して都のプリスカを占拠した。その後宮廷にあった財宝が略奪された後、東ローマ軍は都市全体に放火した。しかし、そこからバルカン山脈を通過した際の帰投途中、ブルガリア軍の奇襲に遭った東ローマ軍はプリスカの戦いにて全滅させられ、ニケフォロスの頭蓋骨は銀の盃となり、クルムはトラキア地方に自由に出入りできるようになった。クルムは716年の条約に加えて更なる講和を結ぼうと持ちかけたが拒否されたため、812年に東ローマ侵攻を開始してメセンブリアやセルディカをはじめとする各都市を次々と制圧した。翌年のヴェルシニキアの戦いでも圧勝してコンスタンティノープルを包囲し、トラキア東部はブルガリアにより荒らされ、アドリアノープル市民はドナウ・デルタの北に強制移住させられた。しかし、同年に即位した東ローマ皇帝レオーン5世がメセンブリアで勝利したことで、コンスタンティノープルの包囲には終止符を打たれた。クルムはブルガリアに戻ると814年に死亡したが、彼の遠征は多くのスラヴ人地域を自国に組み入れることに成功したほか、ブルガール人とスラヴ人を対等な地位として、ブルガリアをスラヴ化させて単一民族の共同体を作ろうとした。
クルムの息子オムルタグ（在位：814〜831年）はクルム治世下の戦争を精算するため、黒海沿岸のデベルトからマリツァ川、バルカン山脈の山頂を通過してマクロリヴァダ要塞までを国境とする30年間の有限条約を815年に結んだ。彼によって翌816年に結ばれた講和条約では、コンスタンティノープルにおける関税率減免という貿易特権と多額の賠償金支払いが取り決められ、両国間にはしばらく平和な時期が訪れた。818年になると、ブルガリア北西に居住していた2つのスラヴ民族が反旗を翻しフランク王国の援助を求めたため、827年から829年にかけて彼らを鎮圧し従属させた。北東部ではハザールとの戦闘が起きてドニエプル川まで進軍した。オムルタグはキリスト教の普及により東ローマの影響が広まることを恐れていたため、東ローマ軍の捕虜には残虐な対応をし、キリスト教に改宗した息子からは相続権を剥奪した。彼はまた、焼き討ちされたプリスカとその宮廷を再建させて石造の城壁で守らせ、カムチヤ川やドナウ川沿いに離宮を設けた。彼は貴族層などの権力を退け中央集権化を進めて法制度の確立にも努めたほか、トゥンジャ渓谷、シンジドゥナム（ベオグラード）、マケドニアなどに領土を広げるなどの功績を残し、結果として歴代君主のなかで彼に関する碑文が最も多く残されている。
オムルタグの後を継いだ末子マラミル（在位：831〜836年）と共同統治者イスブルの治世下には、30年条約に違反した東ローマの侵攻が起きたため、ブルガリア軍はプロバトゥム、ブルディズス、フィリッポポリスといった要塞地域を陥落させてトラキア北部および東部の多くを占拠した。マラミルの甥プレシアン1世（在位：836〜852年）の時代には東ローマ統治下のスラヴ人が反乱を起こし、ブルガリア側がその一部族を支援して東ローマ軍に勝利したほか、南西バルカンのスラヴ人をブルガリアに内包した。

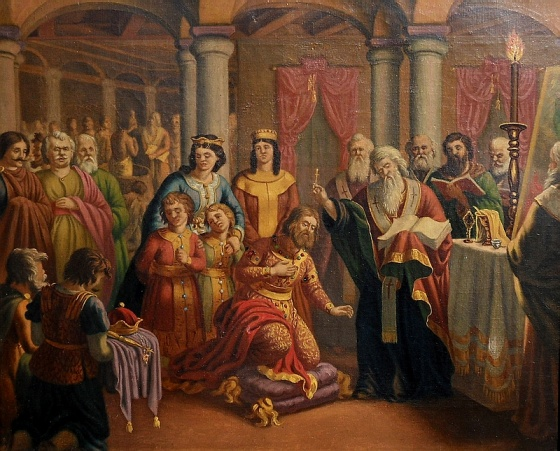
洗礼を受けるボリス1世とその臣下。ニコライ・パヴロヴィチによる絵画

プレシアンの後継ボリス1世（在位：852〜889年）の時代には版図を大きく広げ、まず治世初期のスラヴ人をめぐる東ローマとの相次ぐ戦闘の結果として、856年の条約でロドピ山脈とマケドニア地域の領土を認めさせた。853年にはモラヴィア王国のラスチスラフや西フランク王国のシャルル2世と同盟を組み、クロアチア公国と東フランク王国に対する戦役を開始したが失敗した。ボリス1世が東フランク王国のルートヴィヒ2世との同盟を結んだ後の862年、東フランクとブルガリアに挟まれたモラヴィアは両国に分割されることを恐れて東ローマ帝国に救援を依頼し、東ローマから布教も兼ねて宣教師が送られたがこの試みは失敗に終わった。しかし、国力が安定期に入っていた東ローマ側は864年に陸海軍を国境付近へ投入した一方、当時飢饉に遭っていたブルガリアは講和を求め、この申し入れが受理された。戦端を開かない条件として、東ローマはブルガリアに対し、東フランクとの同盟破棄とキリスト教受容を求め、後にプリスカへ主教が送られてボリス1世が洗礼を受けることとなった。その洗礼においては、ボリスが東ローマ皇帝ミカエル3世を代父を認めることで、東ローマ帝国を宗主として受け入れることとなった。彼は後に退位して修道士になったほど敬虔なキリスト教徒であり、ブルガリア貴族のなかにも改宗者はいたが、国内での東ローマの影響が及ぶことへの反発も根強かったため、勃発した反乱を鎮圧しプリスカがコンスタンティノープルから独立した総主教を有する形になるよう東ローマ側へ申し出た。これが棄却されたボリスはローマ教皇に新たな宣教師を送るよう要請したが、ブルガリア教会に対する教皇の姿勢が東ローマのものとあまり変わらなかったこともあり、結局は870年に広範な自治権を行使できる大主教という妥協策に甘んじることとなった。
こうして本格化したブルガリアのキリスト教化の結果として東ローマの属州由来の果樹が持ち込まれたほか、スラヴ文字を簡略化したキリル文字が発明された。キリル文字はブルガリアがギリシア人やフランク人に吸収されることを妨げ、ブルガリア特有の文化を発展させる要因になった。また、オフリドはギリシア語文献が翻訳されるスラヴ＝キリスト教文化の中核として栄え、東ローマ様式の教会がブルガリア各地に新設されるなど、ブルガリア帝国は東ローマ文化圏に取り込まれた。キリスト教導入以前のブルガリアは「文明世界」たるヨーロッパにおいて珍しく支配者層が未だ異教信者であったという特徴を有し、既にキリスト教化が進んでいた被支配者層のスラヴ人との間の溝が浮き彫りになってきた点も問題化していた。8世紀から9世紀の間に領土拡大を推し進めたことで多くのキリスト教徒の人民がブルガリアに内包され、捕虜として連行された敵兵もまたキリスト教徒であったため、異教のブルガール人は少数派として追いやられていたのである。しかしボリスによる改宗の結果、スラヴ人はキリスト教国家となったブルガリアを容易に受容できるようになった一方、ブルガール人もキリスト教に異教としての見方や懸念を持たなくなり、10世紀には両民族の垣根を越えて「ブルガリア人」が誕生した。ブルガリア教会が典礼語として用いるようになった古代教会スラヴ語は、893年にブルガリア帝国の公式語となることが立法により定められた。
同じく870年には、ボリスの息子ヴラディーミルが軍隊とともにセルビア公国 (中世初期)へ侵攻したが、返り討ちにされ捕虜となったため、ブルガリアは講和を結ぶことを余儀なくされた。

### 黄金期
ボリスは889年に退位して修道士となり、息子ヴラディーミル（在位：889〜893年）が即位したが、彼は東ローマとの親交よりも893年に東フランクのアルヌルフと同盟することを優先し、さらにはキリスト教ではない異教を支援した。このためボリスは修道院を出てクーデターを画策し、ヴラディーミルを追放してシメオン1世（在位：893〜927年）を即位させた。コンスタンティノープルに留学した経緯を持ち中世ギリシア語を話せたシメオンは、東ローマにとっての脅威であるとともに同国を敬愛していた。彼はプレスラフに遷都し、コンスタンティノープルを手本に城壁や教会のある都市と宮廷を建造させたほか、キリスト教の普及に努めてスラヴ語を教会語および国語化した。彼はその治世において度々東ローマとの戦端を開き、多くの戦闘で勝利を収めたが、コンスタンティノープルの制圧には至らなかった。

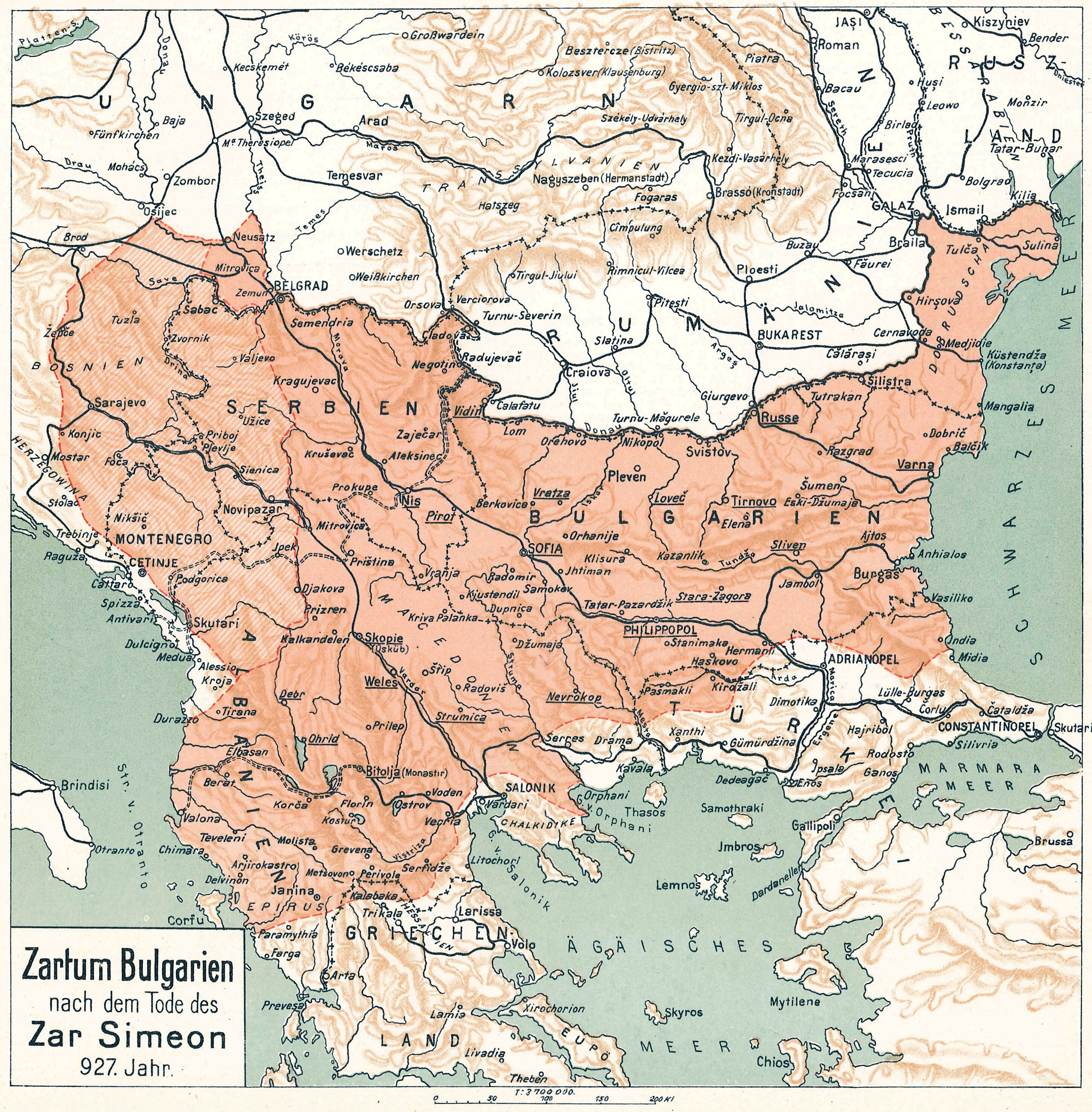
第一次ブルガリア帝国はシメオン1世の下で最大の版図を獲得した。

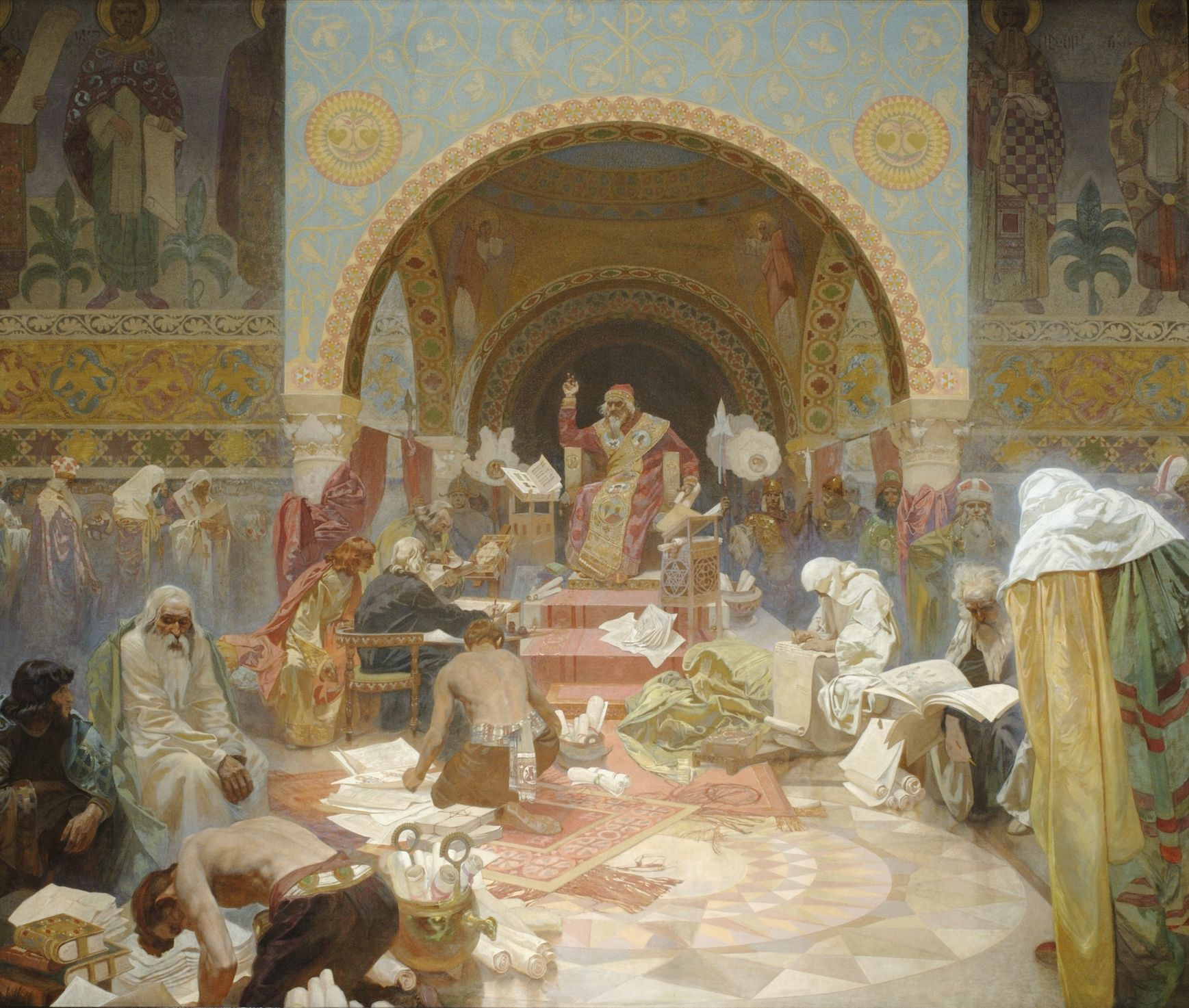
アルフォンス・ミュシャ作のThe Morning Star of Slavonic Literatureに描かれた皇帝シメオン

シメオンがブルガリア・東ローマ戦争 (894-896年)を開始した一因として、東ローマ皇帝レオーン6世がブルガリアの商品取引をコンスタンティノープルからサロニカ（テッサロニキ）へ移動させたことで、ブルガリア商人の利益が損なわれた点が挙げられている。それに対するシメオンの改善要求は無視されたため894年に東トラキアに派兵した一方、東ローマ側はハンガリーのマジャル人と手を結んで反撃した。シメオンは和平交渉にて時間を稼ぐ間、マジャル人の東方のペチェネグと同盟しハンガリーを挟み撃ちにすることでブルガロフュゴンの戦いなどに勝利し、貢納金とトラキアを戦利品として得た。904年の講和条約ではこのほか、ブルガリア軍が占領したストランジャ山脈以南、アルバニアの大部分の領有が認められ、結果としてブルガリアの国境はサロニカの北わずか20キロに達した。ブルガリア・東ローマ戦争が一旦落ち着くと都のプレスラフではブルガリア特有の文化が花開き、シメオンは多くの文学者を宮殿に招待した一方、この黄金時代には東ローマのみならずヴェネツィア共和国との貿易にもよって大きな繁栄を享受できるようになった。貿易特権における貢納金が滞った913年には、彼はコンスタンティノープルにまで進撃し（ブルガリア・東ローマ戦争 (913-927年)）、彼の娘とコンスタンティノス7世を結婚させること、コンスタンティノープル総主教による皇帝としての戴冠を要求した。この際シメオンが金銭や領地よりも戴冠を希望したのは、彼が東ローマの価値観に影響されて国王よりも上位に立ちたいと考え、またそれを理解していた証拠であった。コンスタンティノープル城壁外で開催された戴冠式以降、シメオンはハーンではなくツァーリ（皇帝）を自称し、その印章にも「バシレウス」という東ローマ人による皇帝の呼称を使った。

キリスト教徒を虐殺するブルガリア兵（10世紀）

しかし914年、それを屈辱的と見なした東ローマ貴族により条約が破棄されたため、ブルガリア軍は再度トラキア東部に侵攻してアドリアノープルなどの要塞を占拠した。917年、レオン・フォカスの陸軍はブルガリア国境へ、後に東ローマ皇帝となるロマノス1世レカペノスの海軍はペチェネグを派兵するために黒海からドナウ・デルタに進軍した。しかし、ペチェネグのみならずマジャルもブルガリアと同盟しており、東ローマ軍はアケロオスの戦いで連合軍に惨敗させられた。この結果、シメオンはコリントス湾までのバルカン半島全域を獲得し、コンスタンティノープル占領をも目指してファーティマ朝との同盟締結を試みたが、これには失敗した。この同盟の企図には、陸上からではコンスタンティノープルを落とせないブルガリアは充分な海軍力を有していなかったため、強力な海軍を擁するファーティマ朝に接近したかったという事情があった。924年にはロマノス・レカペノスがシメオンと講和を結び、東ローマ皇帝の下という条件で彼の皇帝位を承認することとなり、彼は「ブルガリア人とローマ人の皇帝」を自称した。一方シメオンは、917年にセルビアにも侵攻してそのペタル・ゴイニコヴィチを捕らえたため（ブルガリア・セルビア戦争 (917-924年)）、新たな公位にはパヴレ・ブラノヴィチが即位した。東ローマはパヴレをブルガリアに向けさせたため、シメオンは921年にパヴレを退位させてザハリエ・プリビスラヴレヴィチを即位させたが、ザハリエはシメオンとの同盟を破棄した。ブルガリア軍はチャスラヴ・クロニミロヴィチを擁立して924年にセルビアを制圧、ザハリエは脱したが、逃亡先のクロアチア王トミスラヴが援軍を派遣したことでブルガリア側は撤退を余儀なくされた。
926年にはシメオンがブルガリア大主教を総主教に格上げし、ブルガリア正教会をコンスタンティノープルから独立させたが、その翌年に死亡しペタル1世（在位：927〜968年）が即位した後も、東ローマ側はペタルも皇帝と扱い毎年のように黄金を贈った。これにより、東ローマ帝国にとってのキリスト教国の序列において、ブルガリアは特殊な地位にあると見なされるようになり、晩餐会などでは名誉な席次が割り当てられた。また、ブルガリア帝国は安全保障を獲得しつつも、東ローマの統治下には加わらないことを宣言し、東ローマ側も全キリスト教徒を保護する皇帝を頂点に置くという政治理論を理屈づけした。40年間という期限付きの講和条約が再び結ばれたことでこうした見返りを得たブルガリアであったが、912年以降に獲得した領土については返還し904年の条約に基づいて国境が画定された。しかし、シメオンに忠実だった派閥の間では不満が生じており、彼の息子ヨアンやミハイルなどが反乱を引き起こしたため国力は弱まり、943年ごろには北西のマジャルと北東のペチェネグの侵略に晒された。

### 衰退と崩壊
ブルガリア帝国の弱体化はマジャルや東ローマなどとの継続的な戦役という外的要因、そして以下のような国内での格差拡大という内的要因が生んだものである。シメオン死後のブルガリアでは皇帝の権威低下に伴って貴族が土地所有量を増やし、農民への圧力が高まったため彼らが政府と教会に反乱を起こすことがあり、パウロ派やボゴミル派の教義の普及がこれらの反乱を後押ししていた。また、9世紀後半から10世紀前半にかけてのブルガリア社会では階層化が進行し、特権を持つ聖職者や貴族と重税や強制労働に喘ぐ農民との間で格差が拡大していた。教会が君主に奉仕したことでその腐敗も顕著になり、聖職者らの言行に差異が出てきたことが階級闘争を煽り、社会の不正を糾弾するボゴミル派のような異端を生じさせたのである。ボゴミル派の善悪二元論では皇帝やその従者を神に嫌われる存在とし、腐敗した教会の公的な教義や典礼を否定したため、国家や教会にとっての脅威であった。

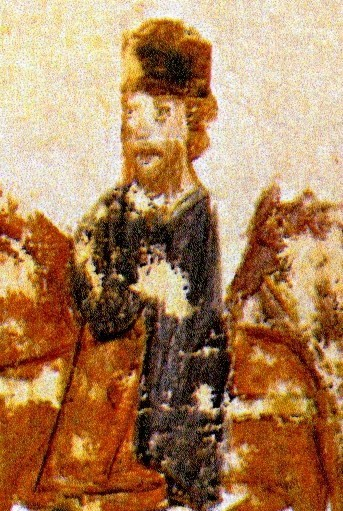
皇帝ボリス2世の肖像画

963年、東ローマ皇帝にニケフォロス2世フォカスが即位するとペタルは条約を更新したが、息子のボリス2世とロマンを人質としてコンスタンティノープルに送らされた。上述の皇帝位承認には、ブルガリアがトルコ系民族の侵入を防ぐことも期待されていたが、ペタルはそのための防衛力を行使しないどころか965年にマジャルと協定を結び、マジャルはブルガリアを侵略しない代わりにその東ローマ進軍時のブルガリア通過を認められた。これを受けた東ローマ側は翌966年にブルガリアに侵攻したが失敗したため、報酬を前払いしてキエフ大公国のスヴャトスラフ1世に攻撃させ（スヴャトスラフ1世のブルガリア侵攻）、ブルガリアは都のプレスラフを落とされた。病床についたペタルに代わり即位したボリス2世（在位：969〜971年）は東ローマに支援を請うたが返信がなかったため、逆にスヴャトスラフと結託して東ローマを攻撃することとなった。しかしマジャルとペチェネグも巻き込んだにもかかわらず、連合軍は970年のアルカディオポリスの戦いにて東ローマに破られた。翌971年、東ローマ皇帝ヨハネス1世ツィミスケスはバルカン山脈を通過してプレスラフを落としブルガリアを降伏させ、3ヵ月に及んだドゥロストロン要塞包囲戦でもスヴャトスラフのキエフ軍から講和条約を引き出した。隣国に異教徒のロシア人が居座ることを吉としなかった東ローマ側は、ボリス2世を救出しキエフ軍を撃退したが、ドナウ川以南が元来東ローマ領であったことを口実に彼はコンスタンティノープルへ連行された。ブルガリア東部のモエシアは東ローマの属州となり、ドナウ川北岸は西メソポタミアという行政単位となった。先代による数々の戦役とも相まって国力が疲弊していたブルガリアは、こうして一時東ローマの従属国となった。同971年に東ローマとキエフ・ルーシが締結した条約ではボリス2世の退位が決められ、ブルガリア教会は再びコンスタンティノープル総主教の麾下に入った。

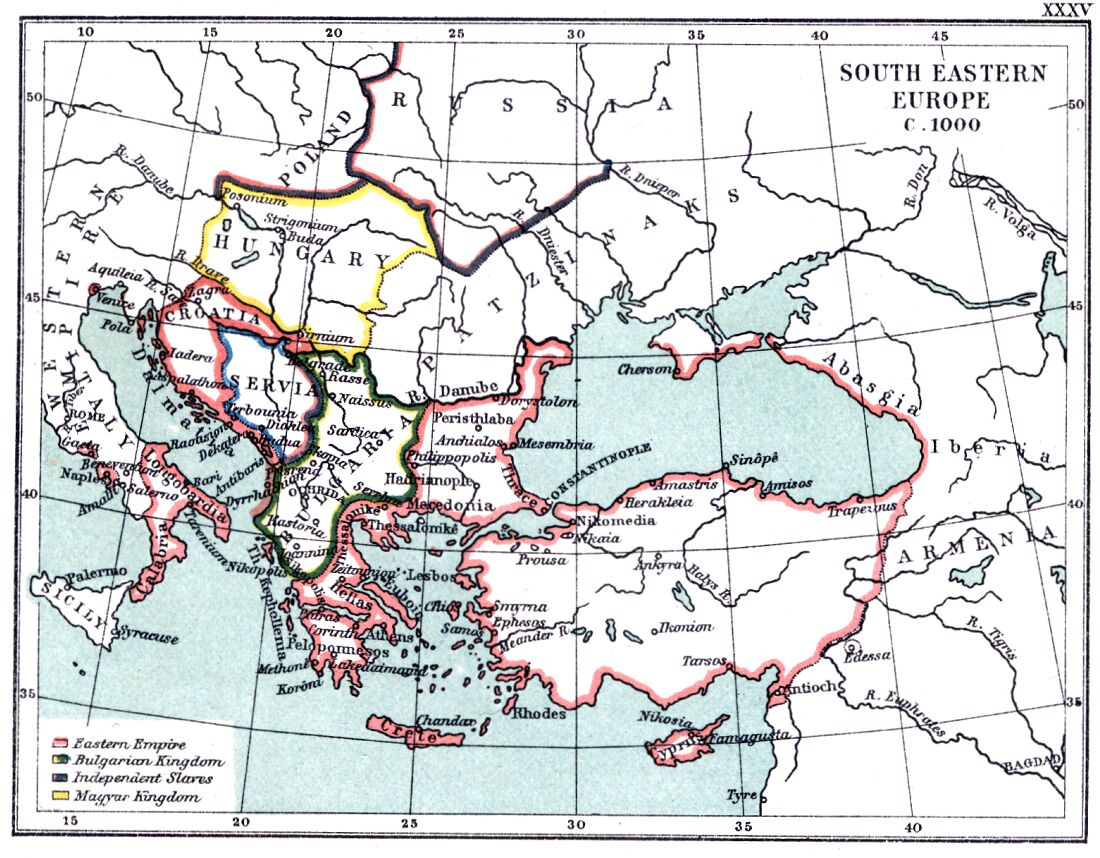
コメトプリ治世下のブルガリア領（緑）

戦乱を免れたブルガリア西部では捕虜となった皇族に代わって教会が権力者となり、コメス（伯爵）ニコラスの息子らであったダヴィド、モセス、アアロン、サムイルの4名が統治した。976年、コメトプリと呼ばれる彼ら4名は東ローマに対して戦端を開き、最後に生き残ったサムイル（在位：976〜1014年）が君主となった（都：オフリド）。サムイルはバシレイオス2世率いる東ローマ軍を撃破し、ヘラスおよびペロポネソス地方の軍事拠点を次々と破壊していった。985年にラリサを占拠した際には「ブルガリア人の皇帝」として戴冠式を催し、その影響として現代のブルガリア各地では彼の名を借りた街道名が見られる。986年にはバシレイオスが反撃を開始したがトラヤヌスの門の戦いやセルディカ包囲には失敗し、サムイルにブルガリア東部を攻撃された。ブルガリア側は、バシレイオスから991年からの4年間にわたり毎年戦闘を仕掛けられたが、サムイルは995年にデュラキウムを、996年にはサロニカ、テッサリア、ボイオーティア、アッティカを落とし、ペロポネソス半島にまで到達した。しかし、997年のスペルヒオス川の戦いではニケフォロス・ウラノス率いる東ローマ軍に敗れた。東ローマ側は南方のイスラム勢力に対抗する必要が出てきたためにここで休戦協定が結ばれ、ブルガリア側は998年までの間にセルビアに侵攻しアドリア海沿岸部、ボスニア、そしてラシュカを制圧した。

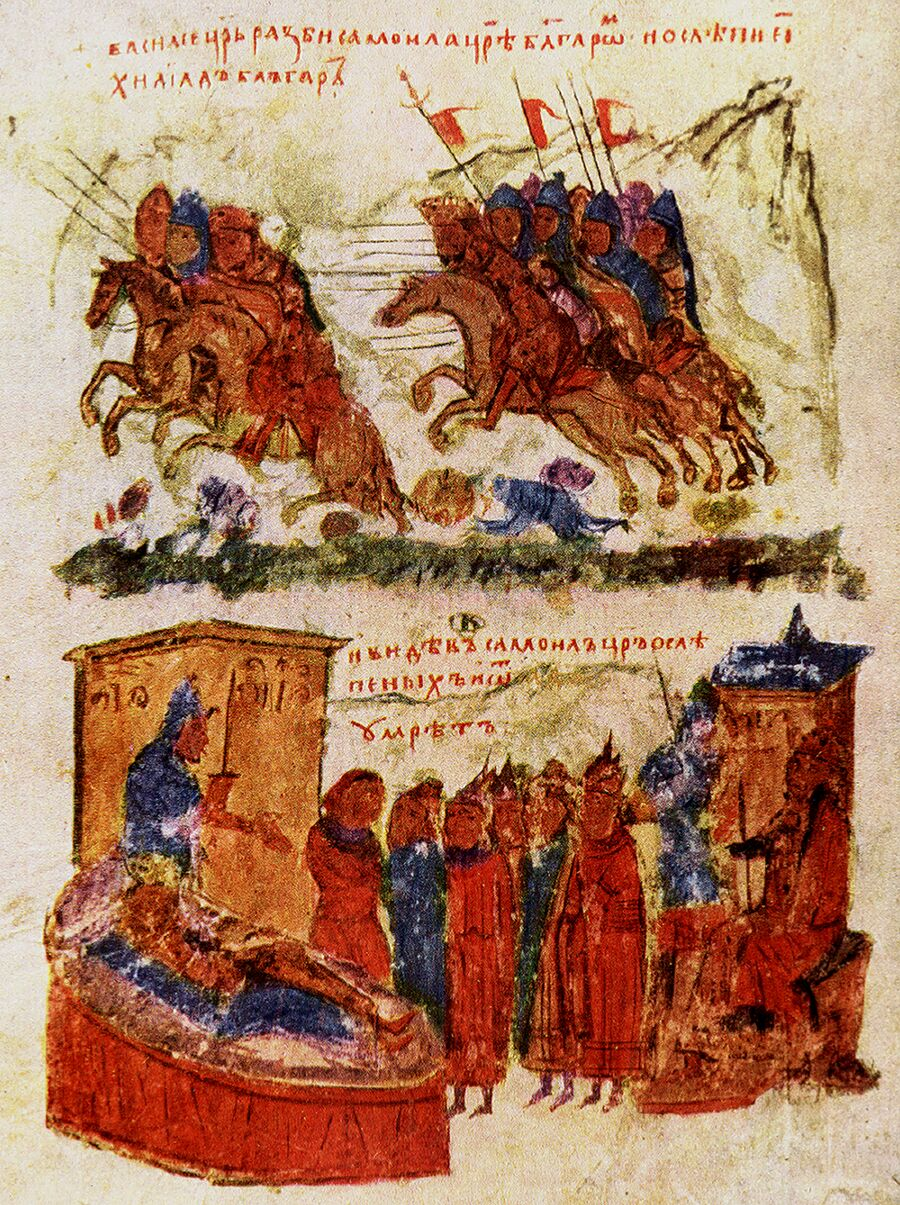
クレディオンの戦いでサムイル軍を追走する東ローマ軍（上）とサムイルの死（下）

ムスリムとの戦闘が落ち着いた東ローマ側は1001年から攻撃を再開し、プレスラフ、プリスカ、ドゥロストロン、テッサリアを次々に占拠してブルガリア南部の要塞も陥落させた。1002年にはドナウ川沿いのヴィディン要塞を8ヵ月かけて攻略し、1004年のスコピエの戦いでもブルガリアに勝利した。この度重なる攻撃でブルガリア側は国境防衛と反撃の用意ができなかったが、1009年から1013年にかけての東ローマ軍は南イタリアに出兵したため束の間の休息が取れた。1014年、クレディオンの戦いでは東ローマ側が、テッサロニキのドゥークスに対してはブルガリアがそれぞれ勝利を収めた。クレディオン戦後には、ブルガリア人捕虜を100人につき1人のみ片目を残し、その他全員の両目をくり抜くという刑罰に処し母国へ送還させたと伝えられているが、これについては創作だとする見方もある。この直後にサムイルが死亡するとガヴリル・ラドミルがビトラで皇位に就いたが、この地も間もなく落とされ、1015年にはガヴリルを殺してイヴァン・ヴラディスラフが即位した。同年のオフリド攻防戦では都を一時占領されるも、東ローマ軍を撃退した。そして東ローマ軍がオフリドに迫った1018年、イヴァンがデュラキオンで戦死し妻のマリアが降伏宣言を出したことで、ブルガリアは遂に東ローマ領に組み込まれた。

### その後
ブルガリア貴族のなかの東ローマ抗戦派は現代のアルバニアへと脱して抵抗したが、やがて東ローマ軍に降伏した。ブルガリア全土は東ローマ帝国のテマ制の下で再編され、オフリド、後にセルディカに総督府が設置されたほか、ブルガリアの総主教座はオフリド大主教区に格下げとなった。
ブルガリアの宮廷にある財宝は略奪されたものの、マリアとその子息らはバシレイオスの元に受け入れられ、彼女はゾーステー・パトリキアの称号を与えられたほか、多くのブルガリア人貴族らも東ローマの爵位を授与されコンスタンティノープルに向かった。バシレイオスはブルガリア人男性貴族と東ローマ人女性の、一方で女性貴族と東ローマ人男性の婚姻をそれぞれ促すことで、戦後の両国出身者の円滑な関係構築を目指した。彼はまた、ブルガリア人による金銭でなく物納による税の支払いという慣習の続行も認めていたがその負担は重く、スラヴ語の文献は廃棄され典礼用語もギリシア語にされるなどギリシア化政策が進み、後のミカエル4世の治世における浪費のために納税方法が現金に切り替わると、ブルガリア人は反乱を起こすことになった。その後、イサキオス2世アンゲロスの治世にもブルガリア人の反乱が起きると、12世紀当時の歴史家ニケタス・コニアテスはバシレイオスの業績を振り返り、彼をヴルガロクトノス（ブルガリア人殺し）と呼んだ。

## 政治

### 行政
7世紀から部族間の自治的連合体だったブルガリアは、9世紀前半ごろに部族が解体して中央集権化した。国家のトップはカナ・ウビギ（大汗）の称号を持ち、長子相続を原則として神権による絶対的権力を手にしていた。その象徴は王冠や杖のほか、宝珠、黄金の剣、赤いマントと長靴などであり、キリスト教普及前は皇帝が大祭司も兼ねた。一部の統治権は大貴族の最高位カフカンが有し、共同の支配者だった当初からやがて大汗の最高顧問にまで格上げされ、このほかにも都を統治するイチルグボイラといった多くの官位が存在した。

### 社会構造と階級

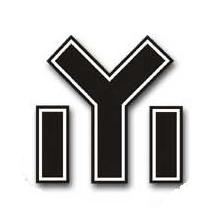
ıYıのシンボルはドゥロ家と第一次ブルガリア帝国に関連付けられる。

中世ブルガリアにてスラヴ族とブルガール族の共同体だった当初の社会は解体されて封建制が主体となり、9世紀から10世紀にかけて「ムジ」と呼ばれた貴族と軍官僚、総主教や修道院長といった高位聖職者、「ポヴィンニキ」と呼ばれた民衆や低位聖職者からなる社会階級が成立した。貴族らは一定の軍事または行政職を務め、大抵は世襲制であった。民衆のなかでは共同体の成員であった自由農民が最多の割合を占めたが、土地を持たない農民や没落した職人は貧民層として貴族の土地で奉仕したり農奴となり、封建領主の農奴は「パリツィ」、高位聖職者や修道院の農奴は「クリリツィ」と呼ばれた。教会は特殊な位置付けを占めたことで高位聖職者や修道院に多くの特権をもたらした一方、農民とともに生活していた教区司祭などは彼らと同様に納税や賦役の義務を負っていた。最下層の奴隷は戦争の捕虜であり、主に家僕や大工として務めたほか、東ローマへの輸出品として扱われることもあった。

## 経済
ブルガリア人は主に農業や畜産業、一部地域ではブドウなどの果実を栽培して生計を立てており、鋤や臼、東ローマから輸入された水車を用いていた。初期には自給自足が主流だった経済も、やがて手工業と農業が分離され町で貿易が始められた。その中心は町村の市場や定期市であり、特に修道院にて祭日に開かれたものでは外国商人も参入する大規模なものであった。東ローマには奴隷、亜麻、麻製品、蜂蜜、蝋、獣皮などを輸出し、絹の衣服、金糸織物、宝玉、イコンなどを輸入した。モラヴィア、フランク王国、マジャルからはドナウ川を通じて塩や農作物を、ロシアからは毛皮や奴隷を輸入し、ウマや銀、陶器や宝石などをそれぞれに輸出した。

## 都市計画
最初の都プリスカは二重の防衛線に囲まれた、外城約23平方キロ、内城約0.5平方キロに及ぶ巨大な要塞であり、堀と土手でできた外側の中には市民の住宅が、石灰岩の城壁の内部には宮廷があり、君主とその家族が居住していた。大規模な建造物はブルガール式の伝統により建てられたが、東ローマやアナトリア半島の様式にも影響されており、プリスカ以外にもプレスラフやブルガリア北東部などに存在していた。シメオンにより28年もの歳月を費やして建設された帝都プレスラフは高い石の城壁が二重の防衛線を構成するものであり、内城には宮廷、外城には教会や商店、工房などを含み3.5平方キロの面積を有した。
オフリド、プレスパ、プリレプ、ビトラにおいて10世紀末から造られた宮殿や城砦は、プレスラフの基本様式に倣いつつ東ローマ風の影響がさらに強まっていた。市民の住宅は小屋や横穴式住居が主流であったが、都市部には石造のものも存在した。

## 文化
中世初期のブルガリア文化は7世紀から9世紀半ばまでの異教中心の時期と、それ以降から12世紀ごろまでのキリスト教に影響された時期に分けることが可能である。前者はブルガール人とスラヴ人が別々にそれぞれの文化を継承していたが、後者では東ローマの文明に影響されながら発展し、特にスラヴ人にとって啓蒙の拠り所となった。

### 石彫

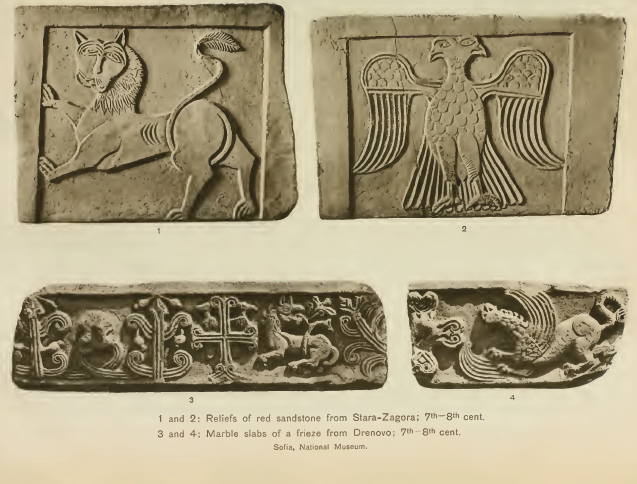
初期キリスト教のレリーフ

ブルガリアの建築には石彫や石製レリーフが多く使われており、特にキリスト教普及以前のそれらは独特なデザインを持つ。8世紀初頭のマダラの騎士像は中世ブルガリアを代表する遺物であり、世界遺産にも登録されている。騎士像は縦2.6メートル、横3メートルほどの規模で、像の上にテルヴェル、左下にコルミソシュ、右下にオムルタグに関する碑文がそれぞれ刻まれ、像そのものはテルヴェルをモデルにしたとされている。プレスラフの宮廷や教会ではライオンやゾウ、ウサギといった動物の彫刻が制作され、同様のものがスタラ・ザゴラとソゾポルでも発見された。プレスパ湖のバシリカやオフリドのハギア・ソフィア教会の装飾は様式化した一方、キリスト教が広まるとクジャクやグリフォンのレリーフ、十字架など東ローマ様式の影響を石彫に及ぼした。都がオフリドに遷ると石彫は廃れ、代わりに絵画が発展した。

### 絵画

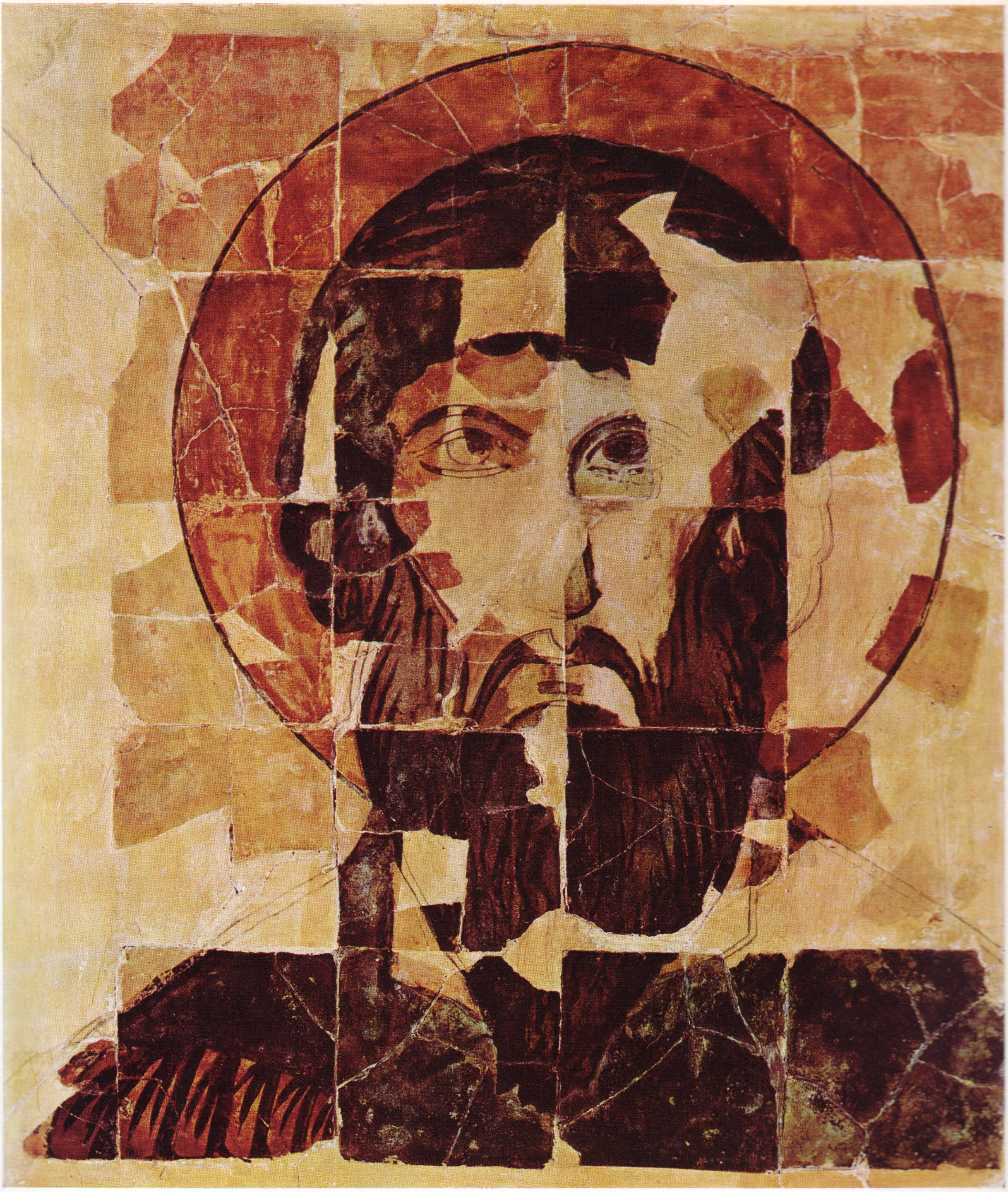
900年ごろの聖テオドロスの陶製イコン

中世ブルガリア初期の絵画は動物や船、道具、人間とその生活などを表した、プリスカやプレスラフの城壁に刻まれた線画のほか、セルディカ、オフリド、プレスパなどの教会にあった壁画である。シメオンの治世下では宮廷や教会の装飾物として陶器が多く採用され、修道院の工房で作られた。タイルは植物や幾何学模様で彩られ、聖書の一節をキリル文字で記した場合もあり、聖人の陶製イコンは9世紀半ばの東ローマ様式の伝統を受けたものである。
9世紀末から10世紀前半にはプレスラフとオフリドの修道院で装飾や図解を伴う写本が熱心に作られ、現代ではほとんど失われたがそれに倣ったロシアの写本には装飾が多く散見される。この装飾の起源は東ローマ帝国の様式にあるが、プレスラフの陶器のスタイルや色使いを流用したものもあった。

### 文字

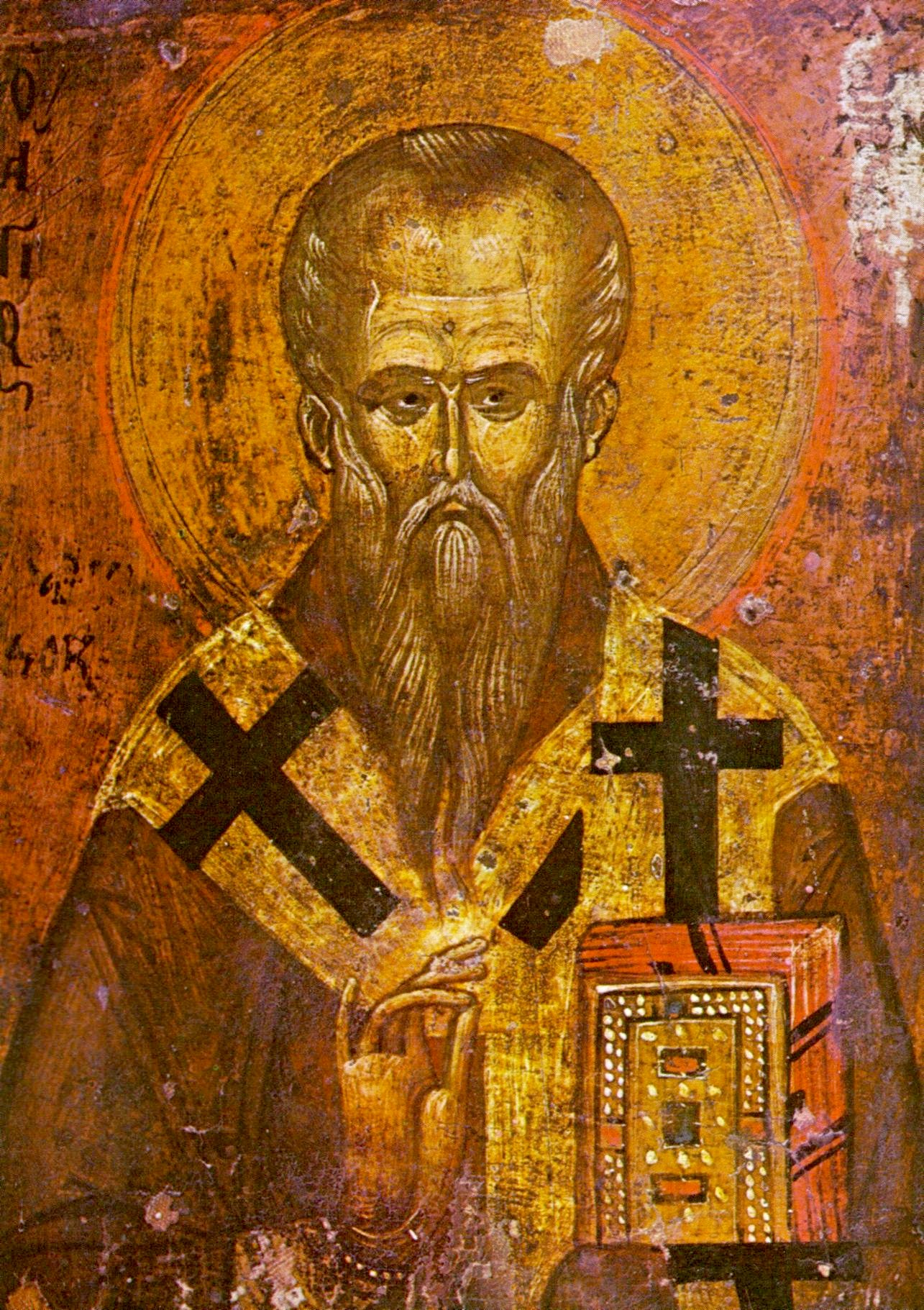
オフリドのクリメントのイコン

ブルガリア帝国誕生から間もない頃は中世ギリシア語とギリシア文字、なかでもそのアンシアル体が使われており、ギリシア文字でブルガール語が表記される場合もあった。
やがてブルガール・スラヴ人社会において、東ローマ教会のキュリロスとメトディウスの兄弟とその弟子らによりスラヴ文字が広まった。ボリス1世庇護の下、彼らはオフリドのある現代のマケドニア地域や都のプリスカなどを拠点にスラヴ語典礼のための聖職者教育を担った。彼らはグラゴル文字を作ったが、現地で普及していたアンシアル体をベースにキリル文字も発明し、読み書きが容易かったこともありそれがグラゴル文字を置き換えていった。弟子の1人であったオフリドのクリメントは、異教徒住民をキリスト教へ改宗させてスラヴ語典礼を実施するためのブルガリア人聖職者を育成した。オフリドのナウムは、プリスカの大バシリカ近郊に学校を開設して典礼書や他の文献を翻訳し普及させ、クリメントが主教に着任すると彼はオフリドに移ってクリメントの業務を引き継いだ。

## 系図
判明しているもののみ示す。

### ドゥロ家
|  |  | クブラト                    |                             |                             |                             |                             |                             |  |  |                                   |                                   |                                   |                                   |                                   |                                   |  |  |                               |                               |                               |                               |                               |                               |  |  |                         |                         |                         |                         |                         |                         |  |  |                           |                           |                           |                           |                           |                           |  |  |  |  |  |  |  |  |  |  |  |  |  |  |  |  |  |  |  |  |
|  |  |                             |                             |                             |                             |                             |                             |  |  |                                   |                                   |                                   |                                   |                                   |                                   |  |  |                               |                               |                               |                               |                               |                               |  |  |                         |                         |                         |                         |                         |                         |  |  |                           |                           |                           |                           |                           |                           |  |  |  |  |  |  |  |  |  |  |  |  |  |  |  |  |  |  |  |  |
|  |  |                             |                             |                             |                             |                             |                             |  |  |                                   |                                   |                                   |                                   |                                   |                                   |  |  |                               |                               |                               |                               |                               |                               |  |  |                         |                         |                         |                         |                         |                         |  |  |                           |                           |                           |                           |                           |                           |  |  |  |  |  |  |  |  |  |  |  |  |  |  |  |  |  |  |  |  |
|  |  | バトバヤン （黒ブルガール） | バトバヤン （黒ブルガール） | バトバヤン （黒ブルガール） | バトバヤン （黒ブルガール） | バトバヤン （黒ブルガール） | バトバヤン （黒ブルガール） |  |  | コトレグ （ヴォルガ・ブルガール） | コトレグ （ヴォルガ・ブルガール） | コトレグ （ヴォルガ・ブルガール） | コトレグ （ヴォルガ・ブルガール） | コトレグ （ヴォルガ・ブルガール） | コトレグ （ヴォルガ・ブルガール） |  |  | アスパルフ ブルガリア帝国建国 | アスパルフ ブルガリア帝国建国 | アスパルフ ブルガリア帝国建国 | アスパルフ ブルガリア帝国建国 | アスパルフ ブルガリア帝国建国 | アスパルフ ブルガリア帝国建国 |  |  | クベール （マケドニア） | クベール （マケドニア） | クベール （マケドニア） | クベール （マケドニア） | クベール （マケドニア） | クベール （マケドニア） |  |  | アルツェク （南イタリア） | アルツェク （南イタリア） | アルツェク （南イタリア） | アルツェク （南イタリア） | アルツェク （南イタリア） | アルツェク （南イタリア） |  |  |  |  |  |  |  |  |  |  |  |  |  |  |  |  |  |  |  |  |
|  |  | バトバヤン （黒ブルガール） | バトバヤン （黒ブルガール） | バトバヤン （黒ブルガール） | バトバヤン （黒ブルガール） | バトバヤン （黒ブルガール） | バトバヤン （黒ブルガール） |  |  | コトレグ （ヴォルガ・ブルガール） | コトレグ （ヴォルガ・ブルガール） | コトレグ （ヴォルガ・ブルガール） | コトレグ （ヴォルガ・ブルガール） | コトレグ （ヴォルガ・ブルガール） | コトレグ （ヴォルガ・ブルガール） |  |  | アスパルフ ブルガリア帝国建国 | アスパルフ ブルガリア帝国建国 | アスパルフ ブルガリア帝国建国 | アスパルフ ブルガリア帝国建国 | アスパルフ ブルガリア帝国建国 | アスパルフ ブルガリア帝国建国 |  |  | クベール （マケドニア） | クベール （マケドニア） | クベール （マケドニア） | クベール （マケドニア） | クベール （マケドニア） | クベール （マケドニア） |  |  | アルツェク （南イタリア） | アルツェク （南イタリア） | アルツェク （南イタリア） | アルツェク （南イタリア） | アルツェク （南イタリア） | アルツェク （南イタリア） |  |  |  |  |  |  |  |  |  |  |  |  |  |  |  |  |  |  |  |  |
|  |  |                             |                             |                             |                             |                             |                             |  |  |                                   |                                   |                                   |                                   |                                   |                                   |  |  | テルヴェル                    |                               |                               |                               |                               |                               |  |  |                         |                         |                         |                         |                         |                         |  |  |                           |                           |                           |                           |                           |                           |  |  |  |  |  |  |  |  |  |  |  |  |  |  |  |  |  |  |  |  |
|  |  |                             |                             |                             |                             |                             |                             |  |  |                                   |                                   |                                   |                                   |                                   |                                   |  |  |                               |                               |                               |                               |                               |                               |  |  |                         |                         |                         |                         |                         |                         |  |  |                           |                           |                           |                           |                           |                           |  |  |  |  |  |  |  |  |  |  |  |  |  |  |  |  |  |  |  |  |
|  |  |                             |                             |                             |                             |                             |                             |  |  |                                   |                                   |                                   |                                   |                                   |                                   |  |  | セヴァル                      |                               |                               |                               |                               |                               |  |  |                         |                         |                         |                         |                         |                         |  |  |                           |                           |                           |                           |                           |                           |  |  |  |  |  |  |  |  |  |  |  |  |  |  |  |  |  |  |  |  |

### ヴォキル家
|  |  | コルミソシュ |  |  |  |  |  |  |  |  |  |  |  |
|  |  |              |  |  |  |  |  |  |  |  |  |  |  |
|  |  | ヴィネフ     |  |  |  |  |  |  |  |  |  |  |  |

### クルム家
|  |  | カルダム       |                |                |                |                |                |  |  |               |              |              |              |              |              |  |  |          |          |          |          |          |          |  |  |  |  |  |  |  |  |  |  |  |  |  |  |  |  |  |  |  |  |  |  |
|  |  |                |                |                |                |                |                |  |  |               |              |              |              |              |              |  |  |          |          |          |          |          |          |  |  |  |  |  |  |  |  |  |  |  |  |  |  |  |  |  |  |  |  |  |  |
|  |  | クルム         |                |                |                |                |                |  |  |               |              |              |              |              |              |  |  |          |          |          |          |          |          |  |  |  |  |  |  |  |  |  |  |  |  |  |  |  |  |  |  |  |  |  |  |
|  |  |                |                |                |                |                |                |  |  |               |              |              |              |              |              |  |  |          |          |          |          |          |          |  |  |  |  |  |  |  |  |  |  |  |  |  |  |  |  |  |  |  |  |  |  |
|  |  | オムルタグ     |                |                |                |                |                |  |  |               |              |              |              |              |              |  |  |          |          |          |          |          |          |  |  |  |  |  |  |  |  |  |  |  |  |  |  |  |  |  |  |  |  |  |  |
|  |  |                |                |                |                |                |                |  |  |               |              |              |              |              |              |  |  |          |          |          |          |          |          |  |  |  |  |  |  |  |  |  |  |  |  |  |  |  |  |  |  |  |  |  |  |
|  |  |                |                |                |                |                |                |  |  |               |              |              |              |              |              |  |  |          |          |          |          |          |          |  |  |  |  |  |  |  |  |  |  |  |  |  |  |  |  |  |  |  |  |  |  |
|  |  | エンラヴォタ   | エンラヴォタ   | エンラヴォタ   | エンラヴォタ   | エンラヴォタ   | エンラヴォタ   |  |  | ズヴィニツァ  | ズヴィニツァ | ズヴィニツァ | ズヴィニツァ | ズヴィニツァ | ズヴィニツァ |  |  | マラミル | マラミル | マラミル | マラミル | マラミル | マラミル |  |  |  |  |  |  |  |  |  |  |  |  |  |  |  |  |  |  |  |  |  |  |
|  |  | エンラヴォタ   | エンラヴォタ   | エンラヴォタ   | エンラヴォタ   | エンラヴォタ   | エンラヴォタ   |  |  | ズヴィニツァ  | ズヴィニツァ | ズヴィニツァ | ズヴィニツァ | ズヴィニツァ | ズヴィニツァ |  |  | マラミル | マラミル | マラミル | マラミル | マラミル | マラミル |  |  |  |  |  |  |  |  |  |  |  |  |  |  |  |  |  |  |  |  |  |  |
|  |  |                |                |                |                |                |                |  |  | プレシアン1世 |              |              |              |              |              |  |  |          |          |          |          |          |          |  |  |  |  |  |  |  |  |  |  |  |  |  |  |  |  |  |  |  |  |  |  |
|  |  |                |                |                |                |                |                |  |  |               |              |              |              |              |              |  |  |          |          |          |          |          |          |  |  |  |  |  |  |  |  |  |  |  |  |  |  |  |  |  |  |  |  |  |  |
|  |  |                |                |                |                |                |                |  |  | ボリス1世     |              |              |              |              |              |  |  |          |          |          |          |          |          |  |  |  |  |  |  |  |  |  |  |  |  |  |  |  |  |  |  |  |  |  |  |
|  |  |                |                |                |                |                |                |  |  |               |              |              |              |              |              |  |  |          |          |          |          |          |          |  |  |  |  |  |  |  |  |  |  |  |  |  |  |  |  |  |  |  |  |  |  |
|  |  |                |                |                |                |                |                |  |  |               |              |              |              |              |              |  |  |          |          |          |          |          |          |  |  |  |  |  |  |  |  |  |  |  |  |  |  |  |  |  |  |  |  |  |  |
|  |  | ヴラディーミル | ヴラディーミル | ヴラディーミル | ヴラディーミル | ヴラディーミル | ヴラディーミル |  |  | シメオン1世   | シメオン1世  | シメオン1世  | シメオン1世  | シメオン1世  | シメオン1世  |  |  |          |          |          |          |          |          |  |  |  |  |  |  |  |  |  |  |  |  |  |  |  |  |  |  |  |  |  |  |
|  |  | ヴラディーミル | ヴラディーミル | ヴラディーミル | ヴラディーミル | ヴラディーミル | ヴラディーミル |  |  | シメオン1世   | シメオン1世  | シメオン1世  | シメオン1世  | シメオン1世  | シメオン1世  |  |  |          |          |          |          |          |          |  |  |  |  |  |  |  |  |  |  |  |  |  |  |  |  |  |  |  |  |  |  |
|  |  |                |                |                |                |                |                |  |  | ペタル1世     |              |              |              |              |              |  |  |          |          |          |          |          |          |  |  |  |  |  |  |  |  |  |  |  |  |  |  |  |  |  |  |  |  |  |  |
|  |  |                |                |                |                |                |                |  |  |               |              |              |              |              |              |  |  |          |          |          |          |          |          |  |  |  |  |  |  |  |  |  |  |  |  |  |  |  |  |  |  |  |  |  |  |
|  |  |                |                |                |                |                |                |  |  |               |              |              |              |              |              |  |  |          |          |          |          |          |          |  |  |  |  |  |  |  |  |  |  |  |  |  |  |  |  |  |  |  |  |  |  |
|  |  |                |                |                |                |                |                |  |  | ボリス2世     | ボリス2世    | ボリス2世    | ボリス2世    | ボリス2世    | ボリス2世    |  |  | ロマン   | ロマン   | ロマン   | ロマン   | ロマン   | ロマン   |  |  |  |  |  |  |  |  |  |  |  |  |  |  |  |  |  |  |  |  |  |  |

### コメトプリ家
|  |  |                                |                                |                                |                                |                                |                                |  |  |                          |                          |                          |                          |                          |                          |  |  |              |              |              |              |              |              |  |  |  |  |  |  |  |  |  |  |  |  |  |  |  |  |  |  |
|  |  |                                |                                |                                |                                |                                |                                |  |  |                          |                          |                          |                          |                          |                          |  |  |              |              |              |              |              |              |  |  |  |  |  |  |  |  |  |  |  |  |  |  |  |  |  |  |
|  |  | サムイル                       | サムイル                       | サムイル                       | サムイル                       | サムイル                       | サムイル                       |  |  | アロン                   | アロン                   | アロン                   | アロン                   | アロン                   | アロン                   |  |  |              |              |              |              |              |              |  |  |  |  |  |  |  |  |  |  |  |  |  |  |  |  |  |  |
|  |  | サムイル                       | サムイル                       | サムイル                       | サムイル                       | サムイル                       | サムイル                       |  |  | アロン                   | アロン                   | アロン                   | アロン                   | アロン                   | アロン                   |  |  |              |              |              |              |              |              |  |  |  |  |  |  |  |  |  |  |  |  |  |  |  |  |  |  |
|  |  | ガヴリル・ラドミール           | ガヴリル・ラドミール           | ガヴリル・ラドミール           | ガヴリル・ラドミール           | ガヴリル・ラドミール           | ガヴリル・ラドミール           |  |  | イヴァン・ヴラディスラフ | イヴァン・ヴラディスラフ | イヴァン・ヴラディスラフ | イヴァン・ヴラディスラフ | イヴァン・ヴラディスラフ | イヴァン・ヴラディスラフ |  |  |              |              |              |              |              |              |  |  |  |  |  |  |  |  |  |  |  |  |  |  |  |  |  |  |
|  |  | ガヴリル・ラドミール           | ガヴリル・ラドミール           | ガヴリル・ラドミール           | ガヴリル・ラドミール           | ガヴリル・ラドミール           | ガヴリル・ラドミール           |  |  | イヴァン・ヴラディスラフ | イヴァン・ヴラディスラフ | イヴァン・ヴラディスラフ | イヴァン・ヴラディスラフ | イヴァン・ヴラディスラフ | イヴァン・ヴラディスラフ |  |  |              |              |              |              |              |              |  |  |  |  |  |  |  |  |  |  |  |  |  |  |  |  |  |  |
|  |  |                                |                                |                                |                                |                                |                                |  |  |                          |                          |                          |                          |                          |                          |  |  |              |              |              |              |              |              |  |  |  |  |  |  |  |  |  |  |  |  |  |  |  |  |  |  |
|  |  | ペタル・デリャン （ペタル2世） | ペタル・デリャン （ペタル2世） | ペタル・デリャン （ペタル2世） | ペタル・デリャン （ペタル2世） | ペタル・デリャン （ペタル2世） | ペタル・デリャン （ペタル2世） |  |  | プレシアン2世            | プレシアン2世            | プレシアン2世            | プレシアン2世            | プレシアン2世            | プレシアン2世            |  |  | アルシアヌス | アルシアヌス | アルシアヌス | アルシアヌス | アルシアヌス | アルシアヌス |  |  |  |  |  |  |  |  |  |  |  |  |  |  |  |  |  |  |